# ديار بن سبعان (حورة)
'

تعديل مصدري - تعديل

ديار بن سبعان هي إحدى قرى عزلة حوره بمديرية حورة التابعة لمحافظة حضرموت، بلغ تعداد سكانها 49 نسمة حسب تعداد اليمن لعام 2004.